# Il castello incantato (film 1920)
Il castello incantato (Haunted Spooks) è un cortometraggio muto del 1920 diretto da Alf Goulding e Hal Roach. Il film, di genere comico, fu interpretato da Harold Lloyd, Mildred Davis, Wallace Howe.

## Trama
Sud degli Stati Uniti. Un uomo (Wallace Howe) apprende da un telegramma che sua nipote Mildred (Mildred Davis) erediterà dal nonno defunto la casa e la piantagione a condizione che viva lì per un anno con suo marito, in caso contrario, sarà proprio lo zio a diventarne proprietario. Egli, allora, dice a sua moglie che devono riuscire a spaventare la nipote ed il marito per farli scappare dalla casa e potersene impossessare. Nel frattempo, un avvocato (William Gillespie) fa visita alla nipote del defunto per comunicarle del testamento. La dolce Mildred gli fa notare che lei non è sposata ma l'avvocato le risponde che risolverà il problema. Da tutt'altra parte, invece, si trova Harold, un giovanotto che corteggia un'altra ragazza (Marie Mosquini), rivaleggiando con un altro pretendente alla mano della fanciulla. I due rivali in amore vengono quasi allo scontro fisico allorché la ragazza dice loro che a decidere chi la sposerà sarà suo padre, è a lui, infatti, che dovranno chiedere la sua mano. L'altro giovanotto riesce a parlare per primo con il genitore della ragazza ma Harold lo fa passare per uno squilibrato e lo fa buttare fuori dalla servitù. Subito dopo Harold convince facilmente l'uomo a concedergli la figlia in sposa ma quando torna in giardino dalla ragazza la trova tra le braccia di un altro uomo (Charles Stevenson) e, quindi, si arrende. Il giovane, quindi, per la grande delusione, tenta, addirittura, di suicidarsi, dapprima usando una pistola che trova su un sentiero, che si rivela essere una pistola ad acqua, poi mettendosi davanti ad un tram che, però, devia all'ultimo momento, evitandolo ed, ancora, legandosi una pietra al collo e saltando giù da un ponte in un laghetto ma anche questo tentativo fallisce perché lo specchio d'acqua è profondo solo pochi centimetri. Successivamente ci riprova da un altro ponte, dopo essersi assicurato della profondità del corso d'acqua, ma "sfortunatamente" dopo essersi buttato giù dal ponticello atterra su una barca, salvandosi. Il giovane fa ancora un estremo tentativo cercando di farsi investire da un'auto. Neanche questo gli riesce ma alla guida dell'auto vi è proprio l'avvocato di Mildred a cui Harold rivela le sue pene d'amore. L'avvocato capisce di aver trovato il futuro marito di Mildred e lo carica in auto senza troppe spiegazioni. Lo porta, quindi, da Mildred, insieme ad un sacerdote, l'anello e un libro di cucina. I due, che sembrano piacersi reciprocamente, vengono immediatamente sposati dal prete. L'avvocato consegna alla sposa l'atto di proprietà della casa e subito dopo i due sposini partono con l'auto della ragazza per prendere possesso della casa ereditata. Dopo qualche peripezia i due riescono, comunque, a raggiungere la villa in una notte tempestosa. Qui lo zio e sua moglie hanno approntato alcuni trucchi per far credere che la casa sia infestata dai fantasmi. La servitù, terrorizzata, fugge, tranne il maggiordomo di colore (Blue Washington). Dopo molti spaventi dovuti ad equivoci e ad alcune apparizioni di fantasmi impersonati dallo zio di Mildred e da sua moglie, la giovane coppia, con l'aiuto del maggiordomo, scopre la natura non soprannaturale degli avvenimenti e scaccia di casa lo zio impostore insieme alla consorte. Finalmente i due giovani potranno godersi la loro prima notte di nozze.

## Distribuzione
Distribuito dalla Pathé Exchange e presentato da Hal Roach, il film - un cortometraggio di due bobine - uscì nelle sale statunitensi il 14 marzo 1920. La Pathé Consortium Cinéma lo distribuì in Francia il 5 gennaio 1923 con il titolo Le Manoir hanté. Il 15 settembre dello stesso anno uscì anche in Finlandia con il titolo Kummitusyö.
Copie della pellicola sono conservate in diversi archivi: in quelli del George Eastman Museum, del Museum of Modern Art, dell'UCLA Film and Television Archive, del Det Danske Filminstitut, della Filmoteca Espanola, del Cohen Media Group (Raymond Rohauer collection e in collezioni privata.
Il film è stato pubblicato in VHS e DVD da diverse case di distribuzione.